# Jeremias Heinemann
Jeremias Heinemann (geboren am 20. Juli 1778 in Sandersleben; gestorben am 16. Oktober 1855 in Berlin) war ein deutscher Autor, Orientalist, Lehrer, Herausgeber und Übersetzer.

## Leben
Heinemann wurde 1778 in der Stadt Sandersleben in Anhalt geboren, wo sein Vater Heinemann-Joachim Meister (1747 – 1825) Rabbiner war. 
1808 wurde er in das „Westphälische Konsistorium der Israeliten“ in Kassel berufen. Nach dessen Auflösung wurde er im November 1816 Schuldirektor seiner gegründeten Knabenerziehungsanstalt in Berlin und im Juli 1818 eröffnete er die Unterrichtanstalt für Töchter gebildeter Eltern. Am 18. Oktober 1825 übernahm er ein orthodoxes Lehrerseminar unter Oberaufsicht des Vize-Oberlandesrabbiners Meyer Simon Weyl mit Lehrausrichtung, hebräische und rabbinische Literatur, Erziehungslehre, Philosophie, pädagogische Ausbildung und Religionsstudien. Nach dem Tod von Weyl übernahm die Oberaufsicht sein Nachfolger Jacob Joseph Oettinger.
Heinemann hatte sich zwischenzeitlich entschloss, literarisch tätig zu werden. So erhielt er 1815, ausnahmsweise und unter Erlass von hohen Gebühren, die Erlaubnis zur Errichtung einer Buch- und Kunsthandlung, verbunden mit einer Bibliothek unter der Fa. „Bureau für Literatur u. Kunst“ in Berlin. Seit 1817 publizierte er Jedidja, eine religiöse und pädagogische Zeitschrift, von der bis 1831 acht Ausgaben in Berlin und Leipzig erschienen. Seit 1833 erschien diese Veröffentlichungen unter dem Namen Neue Folge und schließlich als Allgemeines Archiv des Judenthums: Zeitschrift für Religion, Kultus, Geschichte, und Literatur (Berlin, 1842–43).
Heinemann war verheiratet mit Lea Cohn aus Bielefeld und hatte vier Kinder. Sein Bruder Moses Heinemann übersetzte das Buch Kohelet (Prediger Salomons) mit grammatikalischen und exegetischen Kommentaren.
Jeremias Heinemann starb 1855 im Alter von 77 Jahren in Berlin. Beigesetzt wurde er auf dem Jüdischen Friedhof Schönhauser Allee. Das Grab ist nicht erhalten.

## Werke
- Sammlung der die religiöse und bürgerliche Verfassung der Juden in den königlich preussischen Staaten betreffenden Gesetze, Verordnungen, Gutachten, Berichte und Erkenntnisse. Hildesheim: Gerstenberg, 1976, Reprographischer Nachdruck der 2. Auflage, Glogau 1831., (online)
- Katechismus der Jüdischen Religion. Rödelheim, 1812.
- Grundlehren der Religion der Israeliten. Berlin, 1818.
- Leitfaden zum Unterrichte in der Religion der Israeliten. Berlin. 1819.
- Almanach für die Israelitische Jugend. Berlin 1818–20.
- Taschenbücher zur Belehrung der Jugend. Berlin 1818–20.
- Bi’ur la-Talmid. Berlin 1833.
- Der Prophet Jesaia. Übersetzung mit zeitgenössischen Gebeten, mit Moses Pappenheimer und anderen. Leipzig 1841.
- Hebräisch-Deutsches Kursorisches und Alphabetisches Wörterbuch. Leipzig 1840.
- Als Herausgeber:
  - Jedidja, eine religiöse und pädagogische Zeitschrift. Berlin/Leipzig 1817 – 1824.
  - Neue Folge: Zeitschrift für Religion und Moral, Pädagogik, Geschichte und orientalische Literatur. Berlin.
  - Allgemeines Archiv des Judenthums : Zeitschrift für Religion, Kultus, Geschichte, Literatur. L. Fernbach, Berlin 1839 – 1843.